# Vossenkopvis
De vossenkopvis (Siganus vulpinus) is een  straalvinnige vissensoort uit de familie van konijnvissen (Siganidae). De wetenschappelijke naam van de soort is voor het eerst geldig gepubliceerd in 1845 door Schlegel & Müller.

## Kenmerken
Deze 24 cm lange vis heeft een hoog, samengedrukt lichaam met een opvallende wit-geel-zwarte tekening. Het voorste rugvingedeelte is bezet met 13 scherpe, giftige stekels. Zijn gebit is samengesteld uit platte, schopvormige tanden.

## Leefwijze
Het voedsel van deze vissen bestaat in hoofdzaak uit algen. De felle kleurtekening dient als waarschuwing aan belagers, dat ze in staat zijn zich te verdedigen. Deze dieren gaan een vaste paarbinding voor het leven aan.

## Verspreiding en leefgebied
Deze soort komt voor in de Grote- en Indische Oceaan op koraalriffen.